# モンテネグロ語
モンテネグロ語（モンテネグロご、crnogorski jezik / црногорски језик）は、モンテネグロで話されている言語であり、2007年から同国の公用語となっている。南スラヴ語群の中央南スラヴ語に分類される。現在モンテネグロ語を話す人口は半数がセルビア人を占めている。セルビア語、クロアチア語、ボスニア語、およびモンテネグロ語の4つは、言語学的にはセルボ・クロアチア語の4つの少しずつ異なる標準化（複数中心地言語を参照）にあたる。モンテネグロで話されている言語はセルビア語と考えられていたが、20世紀末からモンテネグロ語という呼び名が用いられるようになった。
2011年の調査では、モンテネグロ国内の43.88%は自分の話す言語をセルビア語と考え、36.97%はモンテネグロ語と考えていた。同年政府はモンテネグロ語による学校教育を行おうとしたが、これに対して北方のセルビア語教育会議はセルビア語話者の教育にはキリル文字によるセルビア語の教育を行うべきだとしてモンテネグロ語による教育のボイコットを行った。
2018年に、ISO 639-2およびISO 639-3にモンテネグロ語の言語コード(cnr)が追加された。

## 特徴
モンテネグロ語は、セルボ・クロアチア語シュト方言のうちのイェ方言を元にしている。たとえば「パン」はエ方言形の hleb ではなくイェ方言形の hljeb になる。
Cj Dj Sj Zj がそれぞれ Ć Đ Ś Ź（/tɕ dʑ ɕ ʑ/）になる。例えば djed「祖父」は đed になる。しかし固有名詞以外、正書法上は書き分けなくても構わないとされる。

## 正書法
モンテネグロ語の正書法はラテン文字による正書法とキリル文字によるものがある。それぞれ「アベツェダ（Abeceda）」と「アズブカ（Азбука）」と呼ばれる。
- アベツェダ: A B C Č Ć D Dž Đ E F G H I J K L Lj M N Nj O P R S Š Ś T U V Z Ž Ź
- アズブカ: А Б В Г Д Ђ Е Ж З З́ И Ј К Л Љ М Н Њ О П Р С Ć Т Ћ У Ф Х Ц Ч Џ Ш

どちらの正書法もモンテネグロの憲法により対等な地位が保障されているが、モンテネグロ政府はラテン文字の方を優先的に用いる傾向にある。
セルビア語のアルファベットに対して Ś /ɕ/ と Ź /ʑ/ の2文字（キリル文字ではそれぞれ Ć З́）が追加されている。この正書法は2009年から正式に使われるようになったが、国会議長にイヴァン・ブラヨヴィッチ（任期2016-）が就任してからは公式文書での使用が止められているという。

## 関連文献
- 中澤拓哉「〈モンテネグロ語〉の境界 : ユーゴスラヴィア解体以降の言語イデオロギーにおける「言語」の再編(2007- 2011)」『境界研究』第4巻、北海道大学スラブ研究センター、2013年11月、15-30頁、2024年9月3日閲覧。